# Zeche Alter Hellweg

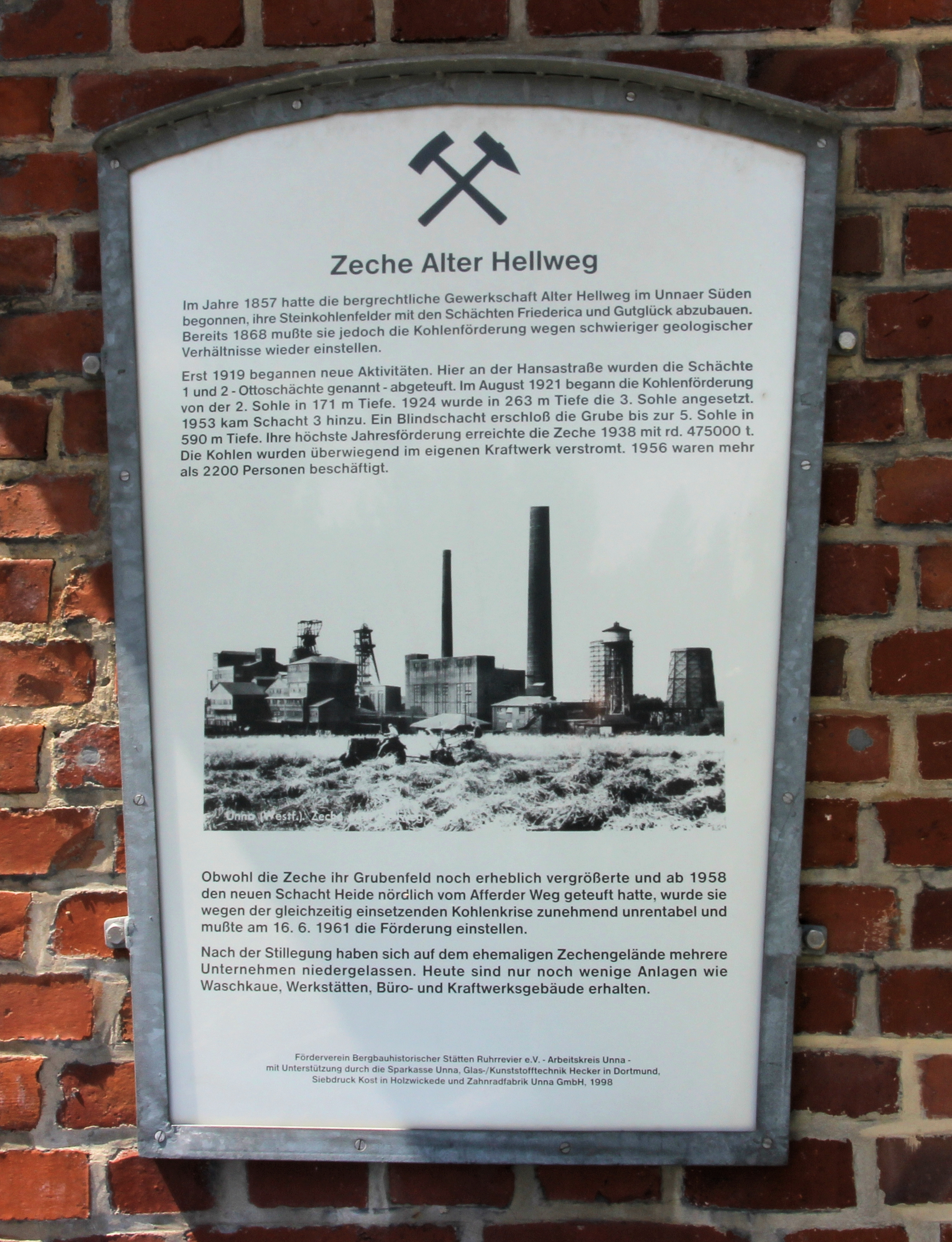
Gedenktafel der Zeche Alter Hellweg

Die Zeche Alter Hellweg war ein Steinkohlenbergwerk in Unna. Das Bergwerk wurde um das Jahr 1858 auch Zeche Glückauf genannt. Bis zum Jahr 1889 wurde das Bergwerk auch nach dem Namen der Gewerkschaft Hellweg, auch Zeche Hellweg genannt.

## Geschichte

### Die Anfänge
Um das Jahr 1750 kam der Meister Wieland nach Billmerich um eine Kohlenlagerstätte zu suchen. Im Jahr 1801 wurden in der Nähe der Brockhauser Saline Kohlenflöze entdeckt. In der ersten Hälfte des 19. Jahrhunderts fanden auch schon bergbauliche Aktivitäten in Unna-Billmerich statt. Unter dem Namen Zeche Billmerichsbank wurden in Unna-Billmerich Schürfarbeiten durchgeführt. Im Jahr 1856 wurde die Gewerkschaft Hellweg gegründet. Am 19. März des Jahres 1856 konsolidierten die Geviertfelder Billmerichsbank, Glücksborn, Neuer Hellweg, Maria und Unvermuthet zu Alter Hellweg. Bereits im Mai desselben Jahres wurde die erste Kohle aus einem Versuchsschacht in Billmerich gefördert. Ab September wurden Kohlen für den Eigenbedarf gefördert. Am 16. September wurde die Bergbau-Aktiengesellschaft Hellweg, mit einem Aktienkapital von 1.000.000 Talern, gegründet. Anschließend wurde die Gewerkschaft Alter Hellweg von der Aktiengesellschaft Hellweg übernommen. Das Grubenfeld hatte zu diesem Zeitpunkt eine Fläche von 1,05 km2.

### Ausbau des Bergwerks
Im Jahr 1857 wurde mit den Teufarbeiten für zwei seigere Schächte begonnen. Mit diesen Schächten sollte der Übergang zum Tiefbau erfolgen. Der erste Schacht wurde östlich der heutigen Hertingerstraße südlich der Autobahn Dortmund-Kassel angesetzt. Der Schacht befand sich somit auf dem Südflügel der Karoliner Mulde. Der Schacht wurde Schacht Friederica (auch Friedrich) genannt. Der zweite Schacht wurde Schacht Gutglück genannt. Er wurde in Unna-Billmerich im Bereich des heutigen Gutglücksweg angesetzt. Noch im selben Jahr erreichte der Schacht Gutglück bei einer Teufe von 12 Metern das Karbon. Bei einer Teufe von 54 Metern (+ 76 m NN) wurde die Wettersohle nach Süden angesetzt. Da im Bereich der beiden Schächte nur Magerkohlenflöze aufgeschlossen wurden, plante man 1857 am Bahnhof einen dritten Schacht abzuteufen. Mithilfe dieses Schachtes erhofften die Bergwerksbetreiber an Kohlen mit höherer Qualität zu kommen. Am 15. Februar des darauffolgenden Jahres soff der Schacht Friederica ab. Im April desselben Jahres begannen die Teufarbeiten für den Schacht Hellweg. Mit dem  Baufeld des Schachtes wollten die Bergwerksbetreiber die hangenden Flözpartie der Zeche Karoline erschließen. Außerdem wollte man einen Aufschluss im Grubenfeld der Zeche Schürbank und Charlottenburg tätigen. Der Schacht wurde östlich des Bahnhofs Unna angesetzt. Der Schacht wurde bis auf eine Teufe von 12 1⁄2 Lachter im Mergel abgeteuft. Bei dieser Teufe wurden die Teufarbeiten unterbrochen um eine Wasserhaltungsdampfmaschine zu installieren. Im Mai desselben Jahres wurde der Schacht Friederica gesümpft. Anschließend wurden die Teufarbeiten weiter fortgeführt. Bei einer Teufe von 46 Metern erreichte der Schacht das Karbon. Auch im Schacht Gutglück gingen die Arbeiten weiter. Bei einer Teufe von 75 Metern (+ 55 m NN) wurde die Wettersohle nach Norden, die spätere Mittelsohle, angesetzt. Bei einer Teufe von 137 Metern (- 7 m NN) wurde die Bausohle angesetzt. Bei der Auffahrung wurde das Flöz Billmerichsbank gelöst. Dieses Flöz hatte eine Mächtigkeit von 26 Zoll. Im Oktober wurden die Teufarbeiten an Schacht Hellweg, bei einer Teufe von 25 Metern eingestellt. Grund für diese Maßnahme waren hohe Wasserzuflüsse. Aufgrund von finanziellen Schwierigkeiten wurden die Arbeiten am Schacht Hellweg nicht wieder aufgenommen. Noch im selben Jahr begann man mit den Teufarbeiten für einen gebrochenen Schurfschacht im Flöz Maria im Feld Maria. Der Schacht wurde 2 3⁄4 Lachter seiger und anschließend 4 1⁄4 Lachter flach abgeteuft. Bei der flachen Teufe von 2 1⁄4 Lachter wurde eine alte unbekannte Stollenstrecke durchörtert. Noch im Dezember desselben Jahres wurde die erste Kohle gefördert.

### Die ersten Betriebsjahre
Im Jahr 1859 wurde im Schacht Friederica die 1. Sohle angesetzt und mit der Ausrichtung begonnen. Es wurden die Querschläge nach Norden und nach Süden aufgefahren. Noch im selben Jahr nahm der Schacht Gutglück die Förderung auf. Der Abbau erfolgte in einer südlich der Karoliner Mulde gelegenen Spezialmulde. Zunächst traf man hier auf das Flöze Nikolaus und Wasserbank. Die Flöze waren bis 18 Zoll mächtig. Da die im Südflügel anstehende Kohle unrein und weich war, verzichtete man auf ihre Gewinnung. Im Jahr 1860 wurde im Schacht Friederica bei einer Teufe von 141 Metern (+ 2 m NN) die Mittelsohle angesetzt. Es wurden Sohlenörter in die stückkohlenreichen Hauptflöze aufgefahren. Aus Geldmangel blieb die Anlage am Bahnhof Unna außer Betrieb. Noch im Januar desselben Jahres wurde die Förderung im Schacht Friederica begonnen. Das Bergwerk gehörte zu diesem Zeitpunkt zum Bergrevier Unna.  Am Schacht wurde eine Wasserhaltungsmaschine installiert. Im Baufeld Friederika wurde in diesem Jahr das Karoliner Hauptflöz über Querschlägen auf der Wettersohle und der Mittelsohle streichend aufgefahren. Das Flöz hatte in diesem Bereich eine Mächtigkeit von 56 Zoll und ein Einfallen von 88 Gon nach Norden. In der zweiten Jahreshälfte desselben Jahres waren die vorgerichteten Pfeiler im Bereich von Schacht Gutglück abgebaut. Anschließend begann man mit den Raubarbeiten. Der Betrieb im Schacht Gutglück wurde in anschließend eingestellt. Grund war die schlechte Qualität der dort vorhandenen Magerkohle. Die Kohlen waren sehr weich, außerdem waren die Erlöse für diese Art von Kohle nur sehr niedrig. Im Jahr 1861 wurde der Schacht aufgrund geologischer Störungen stillgelegt. Im 2. Quartal desselben Jahres wurde der Schacht verfüllt. Im Jahr 1962 wurden die Vorrichtungsarbeiten im Hauptflöz in mehreren Bauabteilungen durchgeführt. Auf der 1. Tiefbausohle wurde mit dem westlichen Sohlenort bei einer Entfernung vom Schacht von 53 Lachter die westliche Hauptverwerfung angefahren.
Am 4. März des Jahres 1862 konsolidierte das Bergwerk mit den Geviertfeldern Erstes Viertel, Friederica Wunsch, Herminenglück und Neuer Hellweg zu Alter Hellweg. Die neue Berechtsame umfasste eine Fläche von neun Quadratkilometer. Im selben Jahr wurde auf der Wettersohle (50 Lachtersohle) das westliche Sohlenort auf eine Länge von 71 1⁄2 Lachter in einer Flözstörung aufgefahren. Das Flöz hatte starke Mächtigkeitsschwankungen mit unregelmäßigem Hangenden. Außerdem hatte das Flöz weiche Kohle. Am 29. Mai des Jahres 1863 wurde die Berechtsame auf Eisenstein verliehen. Ausgenommen von dieser Genehmigung waren die überdeckenden Felder Gutdabei II und Grevel. Im Jahr 1865 wurde im Schacht Friederica bei einer Teufe von 237 Metern (− 94 m NN) die 2. Bausohle angesetzt. Im selben Jahr wurden im Hauptflöz einige Vorrichtungsarbeiten durchgeführt. Es wurde in diesem Jahr eine nur unbedeutende Förderung erbracht. Außerdem wurde im selben Jahr der Betrieb an Schacht Friederica eingestellt. Grund für diese Maßnahme waren unreine Kohlen und schlechte geologische Verhältnisse. In den Folgejahren wurden die Erweiterungen für die Geviertfelder Herminenglück, Erstes Viertel und Friederica Wunsch nachverliehen. Ab dem Jahr 1867 wurde der Betrieb am Schacht Friederica wieder aufgenommen. Im 4. Quartal waren die Kohlenpfeiler abgebaut und der Schacht wurde stillgelegt. Im selben Jahr wurden im Bereich von Schacht Hellweg Suchbohrungen getätigt. Im Jahr 1869 wurde der Schacht teilverfüllt und abgedeckt. Im selben Jahr wurden die Suchbohrungen im Bereich Schacht Hellweg ergebnislos eingestellt. Die Generalversammlung vom 18. Juli 1870 fasste den Beschluss zur Liquidierung der Gesellschaft. Noch im selben Jahr wurde die Bergbau-Aktiengesellschaft Hellweg aufgelöst. Im Jahr 1889 wurde der Malakoffturm am Schacht Friederica abgerissen.

### Neuanfang
Um die Jahrhundertwende beschlossen die noch lebenden Aktionäre das Unternehmen wieder in Betrieb zu nehmen. Am 26. Oktober des Jahres 1900 wurde die Gewerkschaft Alter Hellweg, als Rechtsnachfolge der Bergbauaktiengesellschaft Hellweg, neu gegründet. Die Gewerkschaft verkaufte anschließend das Bergwerksvermögen an den Tiefbohrunternehmer Wilhelm Deilmann. Deilmann handelte jedoch nicht im Eigeninteresse, sondern im Auftrag einer Bankengruppe. Im Jahr 1919 wurde das Grubenfeld Unna-Königsborn angepachtet. Am 1. Oktober desselben Jahres wurde mit den Teufarbeiten für die Schächte 1 und 2 begonnen. Die auch als Ottoschächte bezeichneten Schächte, wurden zwischen den heutigen Straßen Hansa- und Mühlenstraße angesetzt. Schacht 1 war vorgesehen als Förderschacht und Schacht 2 als Wetterschacht, Schacht 2 erhielt kein Fördergerüst. Im Jahr 1920 erreichte der Schacht 1 bei einer Teufe von 84 Metern das Karbon. Bei einer Teufe von 101 Metern (− 15 m NN) wurde die 1. Sohle und bei einer Teufe von 171 Metern (− 85 m NN) wurde die 2. Sohle angesetzt. Im selben Jahr wurde Schacht 2 mit der 1. Sohle durchschlägig. Das Grubenfeld wurde in die Felder Alter Hellweg und neuer Hellweg geteilt. Feld Alter Hellweg hatte eine Fläche von 7,8 km2, Feld Neuer Hellweg hatte eine Fläche von 3,4 km². Das Feld Neuer Hellweg wurde an die Gewerkschaft Mühlhausen abgegeben. Noch im selben Jahr wurde die Gewerkschaft Alter Hellweg von der Continental Caoutschouc- und Guttapercha-Compagnie übernommen. Am 27. Juni des Jahres 1921 konsolidierte die Zeche Alter Hellweg mit dem Grubenfeld Unna-Königsborn zu Alter Hellweg. Die Berechtsame umfasste zu diesem Zeitpunkt eine Fläche von 13,4 km².

### Der weitere Betrieb
Noch im Jahr 1921 wurde das Bergwerk in Betrieb genommen. Außerdem wurde eine Brikettfabrik in Betrieb genommen. Im Jahr 1924 wurden die Teufarbeiten im Schacht 1 weiter fortgeführt und der Schacht wurde tiefer geteuft. Bei einer Teufe von 263 Metern (− 177 m NN) wurde die 3. Sohle angesetzt. Im Jahr 1928 wurde ein 1,4 km² großer Feldesteil der Zeche Massener Tiefbau erworben. Durch diesen Neuerwerb umfasste die Berechtsame nun eine Fläche von 14,8 km². Im Jahr 1930 erwarb die Gewerkschaft Heinrich aus Essen-Kupferdreh die Kuxe der Gewerkschaft Alter Hellweg. Die Gewerkschaft Alter Hellweg wurde trotzdem zunächst selbstständig weiter geführt. In der Mitte der 1930er Jahre begann man im Feld Friederica die alten Grubenbaue zu sümpfen. Es wurde ein Aufbruch von der 3. Sohle zur 2. Bausohle Friederica erstellt. Außerdem wurde von der 3. Sohle ein Gesenk erstellt und bei einer Teufe von 407 Metern (− 264 m NN) wurde die 4. Sohle angesetzt. Im Jahr 1934 wurde ein Stromlieferungsvertrag mit der VEW abgeschlossen. Im darauffolgenden Jahr wurde ein eigenes Kraftwerk in Betrieb genommen. Dieses Kraftwerk hatte eine elektrische Leistung von 16 Megawatt. Im Jahr 1937 wurde mit den Teufarbeiten für ein Schachtgesenk begonnen. Im Jahr wurde 1938 bei einer Teufe von 414 Metern (− 328 m NN) wurde die 4. Sohle angesetzt. Im selben Jahr wurde der Schacht Friederica geöffnet. In einer Teufe von 18 Metern (+ 125 m NN) wurde eine Strecke in Richtung Osten aufgefahren. In einer Entfernung von 85 Metern wurde ein Lüfterschacht bis zu dieser Strecke geteuft. Im Dezember desselben Jahres wurde der Schacht Friederica als Abwetterweg in Betrieb genommen. Im Jahr 1939 wurde im Schachtgesenk bei einer Teufe von 590 Metern (− 504 m NN) wurde die 5. Sohle angesetzt.
Um einen weiteren Schacht zu erhalten, wurde im selben Jahr mit den Teufarbeiten für den Schacht 3 begonnen. Der Schacht wurde zunächst als Blindschacht begonnen. Hiefür wurde unter Tage im Bereich neben Schacht 2 ein Gesenk zwischen der 1. Sohle und der 3. Sohle erstellt. Im Jahr 1941 wurde das Pachtfeld Caroline erworben. Im Jahr 1943 wurde der Schacht Friederica stillgelegt. Im Jahr 1944 begann man mit den Teufarbeiten für den Schacht Obermassen. Der Schacht wurde als Aufbruch von der 1. Sohle erstellt. Der Schacht befand sich etwa 100 Meter südöstlich des Autobahnkreuzes Dortmund/Unna. Die Teufarbeiten wurden jedoch wieder eingestellt und der Schacht erst im Jahr 1946 fertig gestellt. Der Schacht reichte bis zur 1. Sohle, neben dem Schacht befand sich auf der 1. Sohle ein Blindschacht der bis zur 3. Sohle reichte. Im Jahr 1947 wurde der Schacht Friederica mit einer Betonplatte abgedeckt. Im Januar des Jahres 1948 wurde der Schacht Obermassen in Betrieb genommen. Im Jahr 1950 wurde mit den Teufarbeiten für den Wetterschacht Hillerich begonnen. Der Schacht wurde in Unna-Billmerich-Ringebrauk in der Feldstraße 52 angesetzt. Im Jahr 1951 erreichte der Schacht bei einer Teufe von 20 Metern (+ 102 m NN) das Karbon. Noch im selben Jahr wurde die Restberechtsame der Zeche Massener Tiefbau erworben. Durch diesen Erwerb umfasste die Berechtsame nun eine Fläche 36,3 km². Im Jahr 1952 wurde der Wetterschacht Hillerich mit der 3. Sohle durchschlägig. Im Jahr darauf begann man mit den Teufarbeiten für den Schacht 3. Der Schacht neben den Schächten 1/2 angesetzt und bis zum Blindschacht auf der 1. Sohle geteuft. Im selben Jahr wurde der Schacht Hillerich in Betrieb genommen. Im Jahr 1955 wurde im Schacht 3 die Förderung aufgenommen.

### Die letzten Jahre bis zur Stilllegung
Im Jahr 1957 wurde der Wetterschacht Obermassen aufgegeben und mit einer Betonplatte abgedeckt. Um das Feld von Massener Tiefbau aufzuschließen, wurden im Oktober desselben Jahres in dem Feld Bohrungen für den Schacht Heide erstellt. Im Jahr 1958 wurde in Unna-Afferde mit den Teufarbeiten für den Schacht Heide begonnen. Der Schacht wurde östlich der Autobahn Unna-Kamen, 1,4 Kilometer nördlich der Anlage 1–3 angesetzt. Von der Anlage 1–3 wurde auf der 4. Sohle eine Strecke bis zum Schacht Heide aufgefahren. Im Jahr 1959 erreichte der Schacht Heide bei einer Teufe von 122 Metern (- 53 m NN) das Karbon. Am 30. Juni desselben Jahres wurde die Brikettfabrik stillgelegt. Im Jahr 1960 erfolgte der Durchschlag mit der 4. Sohle. Noch im selben Jahr wurde der Schacht in Betrieb genommen. Die ersten beiden Sohlen wurden im Schacht Heide nicht angesetzt. Ab der 4. Sohle wurde ein Großbohrloch bis zur 5. Sohle erstellt. Im Oktober desselben Jahres wurde im Feld Massen mit den Sümpfungsarbeiten begonnen. Hierfür wurden von der 4. Sohle aus mehrere Bohrungen erstellt. Im Dezember wurden die Sümpfungsarbeiten eingestellt. Am 16. Juni des Jahres 1961 wurde die Förderung eingestellt. Am 30. Juni desselben Jahres wurde die Zeche Alter Hellweg stillgelegt. In den Jahren 1962 bis 1963 wurden die Tagesanlagen abgerissen und die Schächte verfüllt.

## Förderung und Belegschaft
Die ersten bekannten Belegschaftszahlen stammen aus dem Jahr 1858, damals waren 116 Bergleute auf dem Bergwerk beschäftigt. Die ersten Förderzahlen stammen aus dem Jahr 1859, in diesem Jahr wurden mit 83 Beschäftigten 30.090 Scheffel Steinkohle gefördert. Im Jahr 1867 wurde eine Förderung von 9978 Tonnen Steinkohle erbracht. Im Jahr 1921 wurden mit 269 Beschäftigten eine Förderung von 52.247 Tonnen Steinkohle erbracht. Im Jahr 1925 wurden mit 669 Bergleuten 142.100 Tonnen Steinkohle gefördert. Im Jahr 1929 stieg die Förderung an auf 221.000 Tonnen Steinkohle.  Im Jahr 1935 wurden mit 1170 Beschäftigten eine Förderung von 343.530 Tonnen Steinkohle erzielt. Im Jahr 1938 wurde die maximale Förderung des Bergwerks erzielt. Mit 1448 Beschäftigten wurden 476.670 Tonnen Steinkohle gefördert. Im Jahr 1945 wurden mit 1064 Beschäftigten 223.190 Tonnen Steinkohle gefördert. Im Jahr 1950 wurden 336.506 Tonnen Steinkohle gefördert, die Beschäftigtenzahl lag bei 1490 Mitarbeitern. Im Jahr 1955 wurde mit 1963 Beschäftigten eine Förderung von 370.890 Tonnen Steinkohle erbracht. Im Jahr 1960 waren noch 1568 Beschäftigte auf dem Bergwerk, es wurden 354.494 Tonnen Steinkohle gefördert. Dies sind die letzten bekannten Förder- und Belegschaftszahlen des Bergwerks.

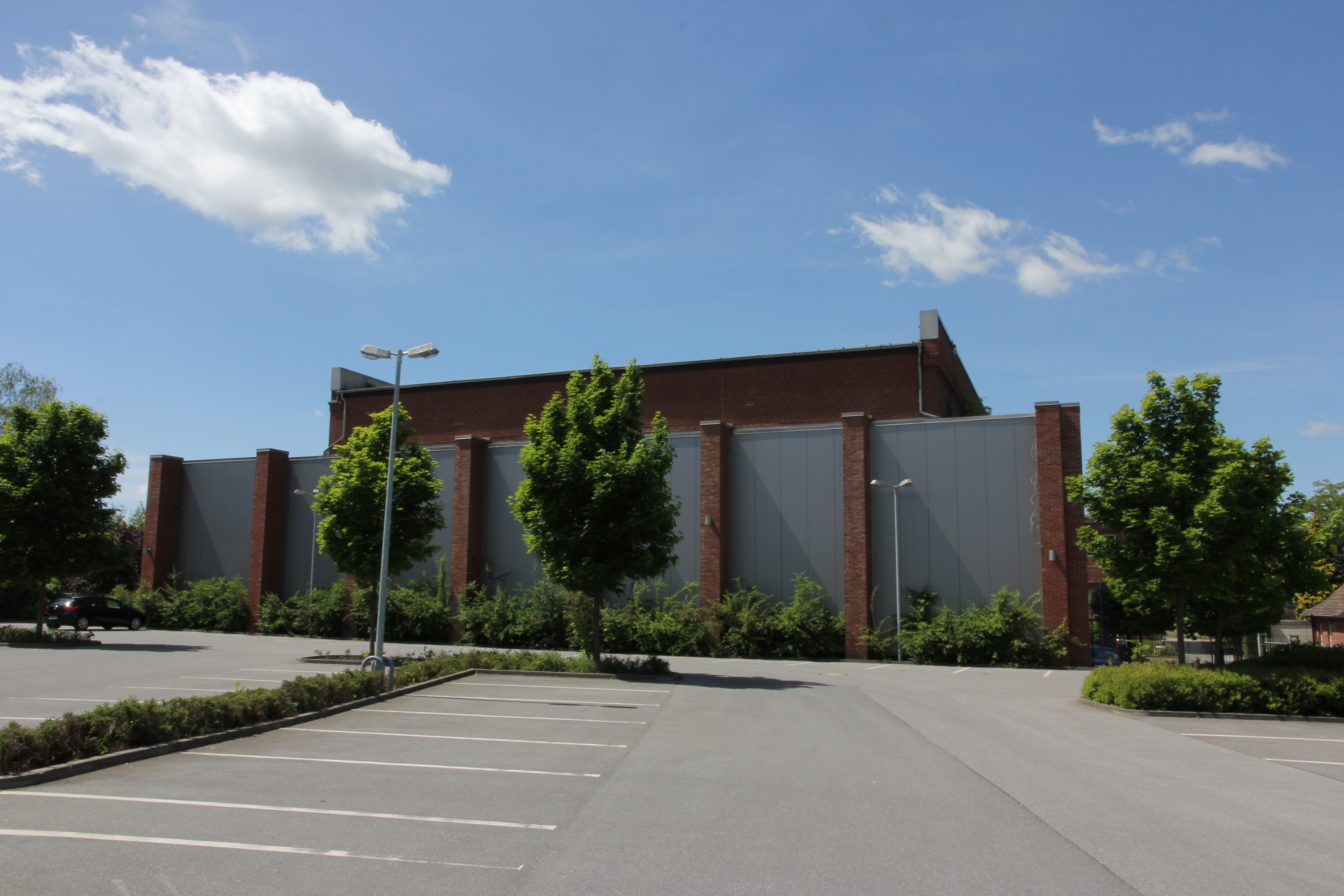
Nachgenutzter Gebäudeteil der ehemaligen Zeche

## Heutiger Zustand
Nach der Stilllegung haben sich auf dem ehemaligen Zechengelände Schacht 1/2/3 an der Hansastraße mehrere Unternehmen niedergelassen, u. a. ein Zahnradhersteller, welcher die wenigen noch erhaltenen Betriebsgebäuden wie Kaue, Verwaltung, Maschinenhalle und Werkstätten bis zum heutigen Tage nutzt. Von den Schächten selber finden sich keine Spuren mehr. Am Schacht Heide in Afferde und auf Schacht Hillering in Billmerich sind ebenfalls noch einige, heute privat genutzte Bauwerke erhalten geblieben. Auch von den früheren Anlagen der Zeche Alter Hellweg im Unnaer Süden finden sich noch bergbauliche Relikte aus dem 19. Jahrhundert. Am Schacht Friederica unmittelbar südlich der Autobahn 44 stehen alte Betriebsgebäude, die mittlerweile Bestandteil eines Bauernhofs geworden sind. Das ehemalige Schachthaus des alten Schachtes Gutglück in Billmerich erhielt bereits früh eine neue Nutzung als Wohnhaus und dürfte in seiner Art einmalig im östlichen Ruhrgebiet sein. Im Umfeld dieses Schachtes entstanden Wohnsiedlungen. Bei routinemäßigen Untersuchungen des Bereiches stellte man im Jahr 2008 fest, dass die Verfüllsäule von Schacht Gutglück keine ausreichende Standfestigkeit mehr hatte. Um den Schacht hatten sich mehrere Hohlräume gebildet, sodass es nicht auszuschließen war, dass ein Tagesbruch entstehen könnte. Um einem etwaigen Tagesbruch vorzubeugen, wurde der Bereich in einer Teufe von 27 Metern mit Spezialbeton verfüllt. Zur Vermeidung eines Schachtverbruchs wurde der Schacht angebohrt und ebenfalls mit Spezialbeton gesichert.